# Acacia cuthbertsonii
Acacia cuthbertsonii é uma espécie de leguminosa do gênero Acacia, pertencente à família Fabaceae.